# Grumman OV-1
Die Grumman OV-1 Mohawk ist ein zweisitziges Beobachtungs- und Aufklärungsflugzeug von Grumman.

## Konstruktion
Die OV-1 war das erste Flugzeug der US-Army mit Turboprop-Antrieb. Das Flugzeug ist relativ langsam, aber sehr wendig. Da die OV-1 aufgrund ihrer niedrigen Geschwindigkeit sehr verwundbar war, bekam sie eine gute Cockpit-Panzerung: einen Aluminiumboden mit 64 mm Dicke, durchschusshemmende vordere und hintere Schotts und Frontscheiben aus Panzerglas.
Besondere Konstruktionsmerkmale sind die Propellerturbinen in den Tragflächen, ein Leitwerk mit drei Seitenflossen und -rudern sowie eine leichte V-Stellung des Höhenleitwerks, die den Seitenflossen eine leichte Neigung nach innen verleiht. Stark ausgewölbte Cockpitseiten bieten der Besatzung eine gute Bodensicht.
Der OV-1B kann entweder mit einem Kunststoffbehälter mit dem UAS-4-Infrarot-Scanner oder einen Kunststoffbehälter mit AN/APS-94-Seitensichtradar ausgerüstet werden.

## Geschichte
Mitte der 1950er Jahre suchten sowohl die Army als auch das Marine Corps nach einem Flugzeug zur Gefechtsfeldüberwachung. Die Forderungen der beiden Teilstreitkräfte stimmten grundsätzlich überein: ein großes Spektrum an Aufklärungsgeräten war erforderlich, geeignet für Feldflugplätze und kurzstartfähig. Army und Marine Corps einigten sich auf einen Entwurf. 1957 erhielt Grumman den Auftrag über 9 Test- und Entwicklungsmuster des Typs Grumman G-134. Diese Maschinen wurden bis 1962 als YAO-1A (s. a. Bezeichnungssystem für Luftfahrzeuge der US Army von 1956 bis 1962) und später als YOV-1A bezeichnet.
Am 14. April 1959 startete die erste Maschine zum Jungfernflug. Das Marine Corps kündigte später den Vertrag über seine Flugzeuge, die Army entwickelte das Flugzeug alleine weiter. Die Erprobungsflüge zeigten die gute Qualität dieses Flugzeugs. Noch 1959 kamen von der Army die ersten Serienaufträge.
Die Mohawk zeigte, dass sie ihre Rolle zur vollen Zufriedenheit erfüllte. Standardmäßig wurden jeder Division vier Mohawks zugeteilt. Die Maschine ließ sich bewaffnen, aber das Verteidigungsministerium entschied, dass Flugzeuge der Army keine Waffen tragen durften, um sie nicht mit Flugzeugen der U.S. Air Force zu verwechseln. Die Mohawk wurde im Vietnam-Krieg dennoch als bewaffneter Aufklärer eingesetzt.
Die U.S. Army musterte die letzte OV-1D beim 3. Military Intelligence Battalion, 501. MI Brigade, Camp Humphreys, Südkorea, am 21. September 1996 aus.
Israel erhielt 1974 zwei OV-1D, die 1984 an die USA zurückgegeben wurden.
Argentinien erhielt ab Jahreswechsel 1992/1993 bis im August 1994 insgesamt 23 Flugzeuge OV-1 sowie zwei flugunfähige Teilflugzeuge zum Training. Einige wurden 1999 außer Dienst gestellt, die 10 im Inventar Verbleibenden modernisiert. Im 2014 waren noch 8 Flugzeuge einsatzfähig, welche Ende 2015 mit drei Diamond DA42 Twin Star ersetzt wurden.

## Versionen
- YOV-1A (YAO-1): Prototypen, 9 gebaut
- OV-1A (AO-1AF): Version für die Tagaufklärung mit Doppelsteuerung, 64 gebaut
- OV-1B (AO-1BF): Version mit einer größeren Spannweite, AN/APS-94-Seitensichtradar (SLAR) und einer Sofortbildkamera, aber ohne Doppelsteuerung, 101 gebaut
- OV-1C (AO-1CF): OV-1A mit AN/AAS-24 Infrarot-Überwachungssystem, 169 gebautOV-1D der U.S. Army

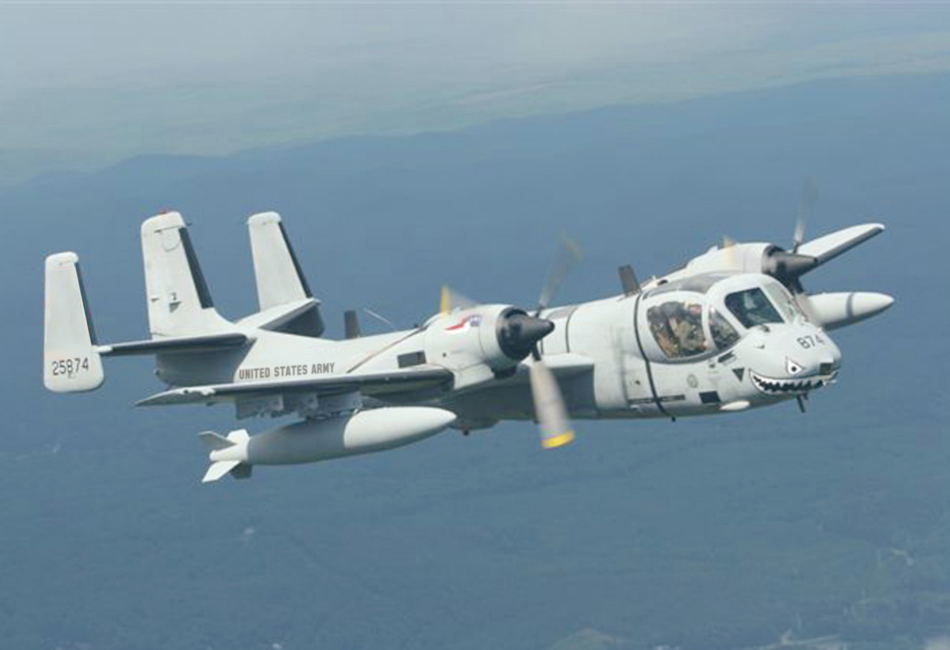
OV-1D der U.S. Army

- OV-1D: Version mit seitlichen Ladetüren für eine Sensorenpalette (IR, Seitensichtradar und andere), 37 neu gebaut, 82 Umbauten
- JOV-1A: OV-1A und OV-1C mit Bewaffnung, 59 Umbauten
- RV-1C: OV-1C mit ELINT-Ausrüstung „Quick Look“, 2 Umbauten
- RV-1D: Version mit ELINT-Ausrüstung „Quick Look II“ (ALQ-133), 31 Umbauten
- EV-1E: Version zur elektronischen Aufklärung (Umbau)
- OV-1E: ein Prototyp einer modernisierten, aber nicht bestellten Version

## Nutzer
Argentinien
- Argentinische Armee

 Israel
- Israeli Air Force

 Vereinigte Staaten
- US Army

## Technische Daten

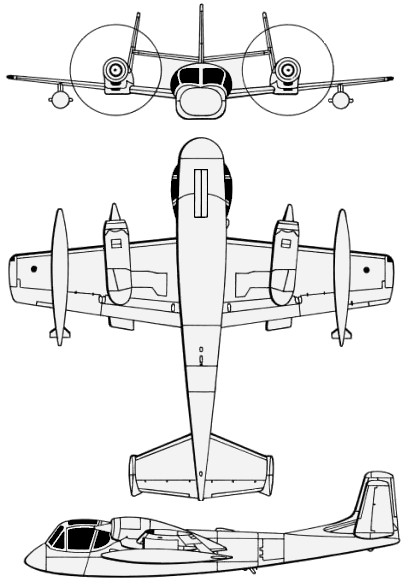
Dreiseitenriss der OV-1 Mohawk

| Kenngröße                               | Daten der OV-1D                                                         |
| --------------------------------------- | ----------------------------------------------------------------------- |
| Typ                                     | 2-sitziges Multi-Sensor-Beobachtungs- und Aufklärungsflugzeug           |
| Länge                                   | 12,50 m                                                                 |
| Spannweite                              | 14,63 m                                                                 |
| Höhe                                    | 3,86 m                                                                  |
| Flügelfläche                            | 33,44 m²                                                                |
| Flügelstreckung                         | 5,35                                                                    |
| Rüstmasse                               | 5468 kg                                                                 |
| max. Startmasse                         | 8214 kg                                                                 |
| Triebwerk                               | 2 Propellerturbinen Avco-Lycoming T53-L-701 mit je 1044 kW (1420 PS)    |
| Treibstoffkapazität                     | 1044 Liter intern plus 2 × Aussentanks à 567 Liter (150 US-Gal.) extern |
| max. zulässige Geschwindigkeit (Vne)    | 720 km/h                                                                |
| Max. Geschwindigkeit horizontal (100 %) | 491 km/h                                                                |
| Reisegeschwindigkeit (75 % Leistung)    | 333 km/h                                                                |
| Minimalgeschwindigkeit (Vso)            | 135 km/h                                                                |
| Höchstreichweite                        | 1519 km mit externem Treibstoff, 730 km ohne externen Treibstoff        |
| Startstrecke (15 m Hindernis)           | 358 m                                                                   |
| Landestrecke (15 m Hindernis)           | 320 m                                                                   |